# 大腸桿菌O157:H7型
大肠杆菌O157:H7型（Escherichia coli O157:H7）是一種腸道出血性大腸桿菌，是食物中毒的原因之一。感染者通常發生出血性腹瀉，尤其在年輕儿童和年長者中，有時導致腎衰竭。傳染通過粪口途徑，很多病例與吃未煮熟或污染的牛肉和豬肉、游泳、喝被污染的水、吃被污染的蔬菜有關。2009年，在馬薩諸塞州、緬因州和康涅狄格州已銷售新鮮的紐約州碎牛肉身上，發現大腸桿菌O157:H7型蹤跡，若未加熱至全熟，容易衍生疾病。

## 症狀
感染大腸桿菌O157:H7型，通常會導致嚴重急性出血性腹瀉（亦可為非出血性腹瀉）及腹部絞痛。僅少數人出現發燒，症狀多在5至10天內緩解。亦可為無症狀感染。
5歲以下孩童、免疫不全或年長者感染時，可能導致溶血性尿毒綜合症，出現溶血與腎衰竭之情形。約2~7%的感染者會出現此併發症。溶血性尿毒綜合症是美國兒童發生急性腎損傷的主要原因，溶血性尿毒綜合症多為感染大腸桿菌O157:H7型所致。